# 意利
意利集團（義大利語：illy caffe），是一家意大利公司，專門生產咖啡和咖啡設備，總部位於意大利東北部的里雅斯特。

## 歷史
1933年由Francesco Illy創立，當時他生產了第一部意式濃縮咖啡機。公司成立時意利同時經營咖啡和可可業務。二次大戰後，由繼任人Ernesto Illy領導，將產品拓展到巧克力、茶、葡萄酒等等，均和咖啡形成優勢互補。
意利如今是由Andrea Illy繼續管理，是意利家族第三代。

## 產品
意利集團的咖啡豆主是從海外進口，於意大利進行加工。一般都是把咖啡豆壓縮在不鏽鋼製的罐裡面，然後插入咖啡機。
意利集團旗下除了意利咖啡之外，還包括：
- Domori ——巧克力公司（2006年7月收購）
- 薘蔓茶 ——法國茶葉公司（2007年3月收購）
- Mastrojanni ——位於意大利Montalcino的酒莊（2008年9月收購）
- Agrimontana ——果醬生產商（2005年12月入股）

## 外部連結
- 官方網站 （页面存档备份，存于）

1. ↑  . www.illy.com.   [2025-02-25]. （原始内容存档于2025-01-20） （英语）.
2. ↑  . Podere Le Ripi. 2016-05-02  [2025-02-25]. （原始内容存档于2025-04-21）.
3. ↑  . www.illy.com.   [2025-02-25]. （原始内容存档于2024-12-19） （英语）.
4. ↑  . World Economic Forum （英语）.
5. ↑  . packaging.arcelormittal.com.   [2025-02-25]. （原始内容存档于2024-06-20）.